# Meriç (Edirne)
Meriç est le nom turc du fleuve appelé Maritsa en bulgare et Evros en grec. C'est aussi une ville et un district situés au bord de ce fleuve, dans la province d'Edirne de la région de Marmara en Turquie.

## Histoire
Meriç est un des points de passage des migrants clandestins entre la Turquie et la Grèce.  